# Markam

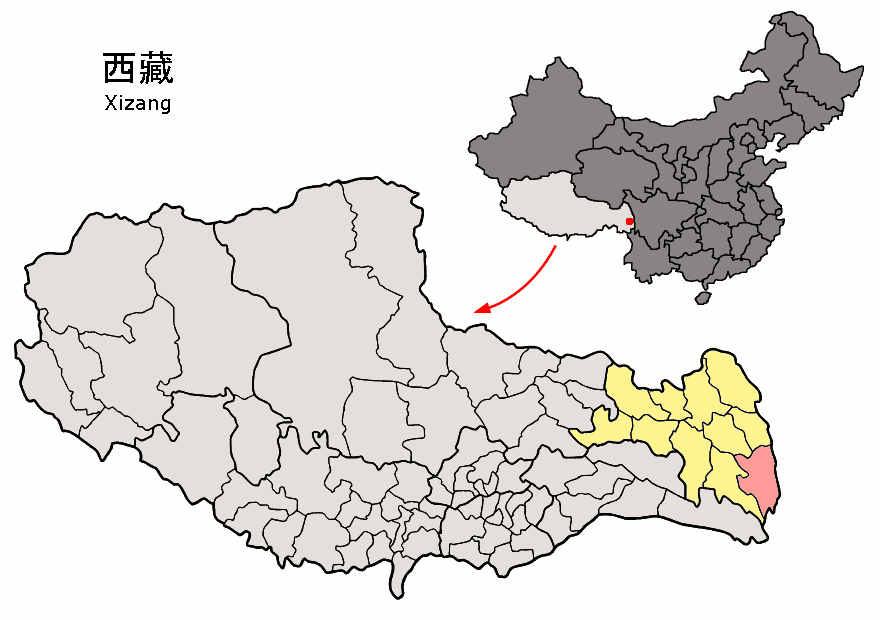
Lage des Kreises Markam (rosa) in der Stadt Qamdo (gelb)

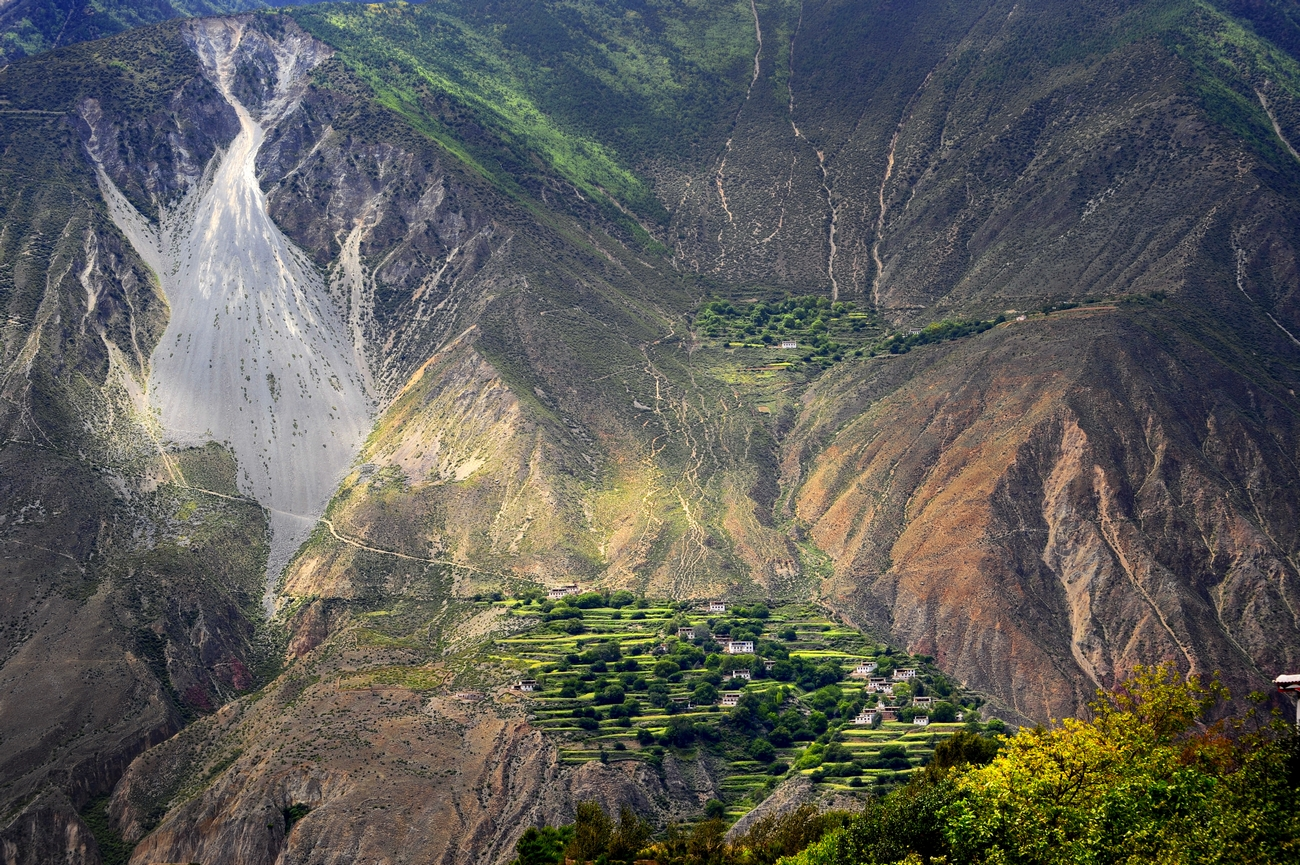
Landschaft in Markam

Markam (tibetisch སྨར་ཁམས་རྫོང་ Wylie smar khams rdzong, auch Markham Dzong; chinesisch 芒康县, Pinyin Mángkāng Xiàn) ist ein Kreis im äußersten Osten des Autonomen Gebiets Tibet in der Volksrepublik China. Er gehört zum Verwaltungsgebiet der Stadt Qamdo. Der Kreis hat eine Fläche von 11.557 Quadratkilometern und zählt 79.001 Einwohner (Stand: Zensus 2020). Hauptort ist die Großgemeinde Gartog (嘎托镇). In Markam leben Tibeter, Han-Chinesen, Naxi, Bai, Tu, Hui und Miao.

## Administrative Gliederung
Auf Gemeindeebene setzt sich der Kreis aus zwei Großgemeinden, 13 Gemeinden und einer Nationalitätengemeinde zusammen. Diese sind:
- Großgemeinde Gartog (嘎托镇);
- Großgemeinde Rongmai (如美镇);
- Gemeinde Bangda (帮达乡);
- Gemeinde Chubalug (朱巴龙乡);
- Gemeinde Co’nga (措瓦乡);
- Gemeinde Gardo (昂多乡);
- Gemeinde Goibo (戈波乡);
- Gemeinde Mangling (莽岭乡);
- Gemeinde Mogxoi (木许乡);
- Gemeinde Nornai (洛尼乡);
- Gemeinde Qizhong (徐中乡);
- Gemeinde Qoiden (曲登乡);
- Gemeinde Qucaika (曲孜卡乡);
- Gemeinde Surdexoi (索多西乡);
- Gemeinde Zagxoi (宗西乡);
- Gemeinde Yanjing der Naxi (盐井纳西族乡).